# Chaintrix-Bierges
Pour les articles homonymes, voir Bierges.
Chaintrix-Bierges est une commune française, située dans le département de la Marne en région Grand Est.

## Géographie

### Localisation
La commune se trouve dans l'aire d'attraction de Châlons-en-Champagne, dans la zone d'emploi d'Épernay et dans le bassin de vie de Blancs-Coteaux.

### Communes limitrophes
Les communes limitrophes sont Trécon, Vélye, Villeneuve-Renneville-Chevigny et Vouzy.
| Villeneuve-Renneville-Chevigny |                   | Vouzy |
|                                | Chaintrix-Bierges |       |
| Trécon                         |                   | Vélye |

### Géologie et relief
La superficie de la commune est de 10,31 km2 ; son altitude varie de 89  à   127 mètres.

### Hydrographie

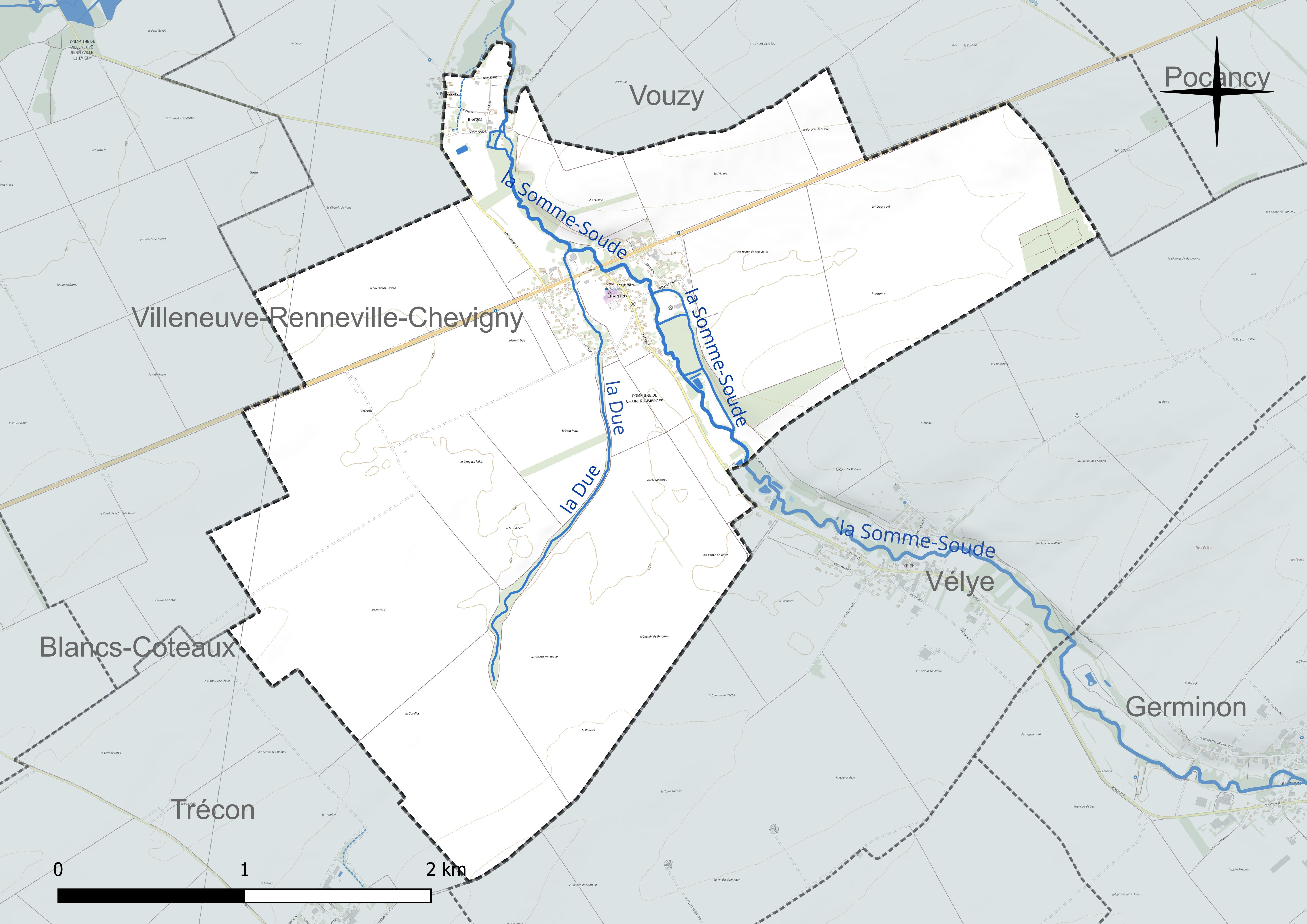
Réseau hydrographique de Chaintrix-Bierges.

La commune est dans la région hydrographique « la Seine de sa source au confluent de l'Oise (exclu) » au sein du bassin Seine-Normandie. 
Elle est drainée par la Somme-Soude, la Due et un petit ruisseau, la Due,.
La Somme-Soude, d'une longueur de 60 km, prend sa source dans la commune de Sommesous et se jette  dans la Marne à Aigny, après avoir traversé 18 communes. 

### Climat
Pour des articles plus généraux, voir Climat du Grand Est et Climat de la Marne.
En 2010, le climat de la commune est de type climat océanique dégradé des plaines du Centre et du Nord, selon une étude du Centre national de la recherche scientifique s'appuyant sur une série de données couvrant la période 1971-2000. En 2020, Météo-France publie une typologie des climats de la France métropolitaine dans laquelle la commune est exposée à un climat océanique altéré et est dans la région climatique  Nord-est du bassin Parisien, caractérisée par un ensoleillement médiocre, une pluviométrie moyenne régulièrement répartie au cours de l’année et un hiver froid (3 °C). 
Pour la période 1971-2000, la température annuelle moyenne est de 10,4 °C, avec une amplitude thermique annuelle de 15,9 °C. Le cumul annuel moyen de précipitations est de 730 mm, avec 11,2 jours de précipitations en janvier et 8,1 jours en juillet. Pour la période 1991-2020, la température moyenne annuelle observée sur la station météorologique de Météo-France la plus proche, « Vatry-aéro », sur la commune de Vatry à 13 km à vol d'oiseau, est de 11,0 °C et le cumul annuel moyen de précipitations est de 654,9 mm. 
La température maximale relevée sur cette station est de 41,1 °C, atteinte le 25 juillet 2019 ; la température minimale est de −15,3 °C, atteinte le 1er janvier 1997,,. 
Les paramètres climatiques de la commune ont été estimés pour le milieu du siècle (2041-2070) selon différents scénarios d'émission de gaz à effet de serre à partir des nouvelles projections climatiques de référence DRIAS-2020. Ils sont consultables sur un site dédié publié par Météo-France en novembre 2022.

## Urbanisme

### Typologie
Au 1er janvier 2024, Chaintrix-Bierges est catégorisée commune rurale à habitat dispersé, selon la nouvelle grille communale de densité à sept niveaux définie par l'Insee en 2022.
Elle est située hors unité urbaine. Par ailleurs la commune fait partie de l'aire d'attraction de Châlons-en-Champagne, dont elle est une commune de la couronne,. Cette aire, qui regroupe 97 communes, est catégorisée dans les aires de 50 000 à moins de 200 000 habitants,.

### Occupation des sols

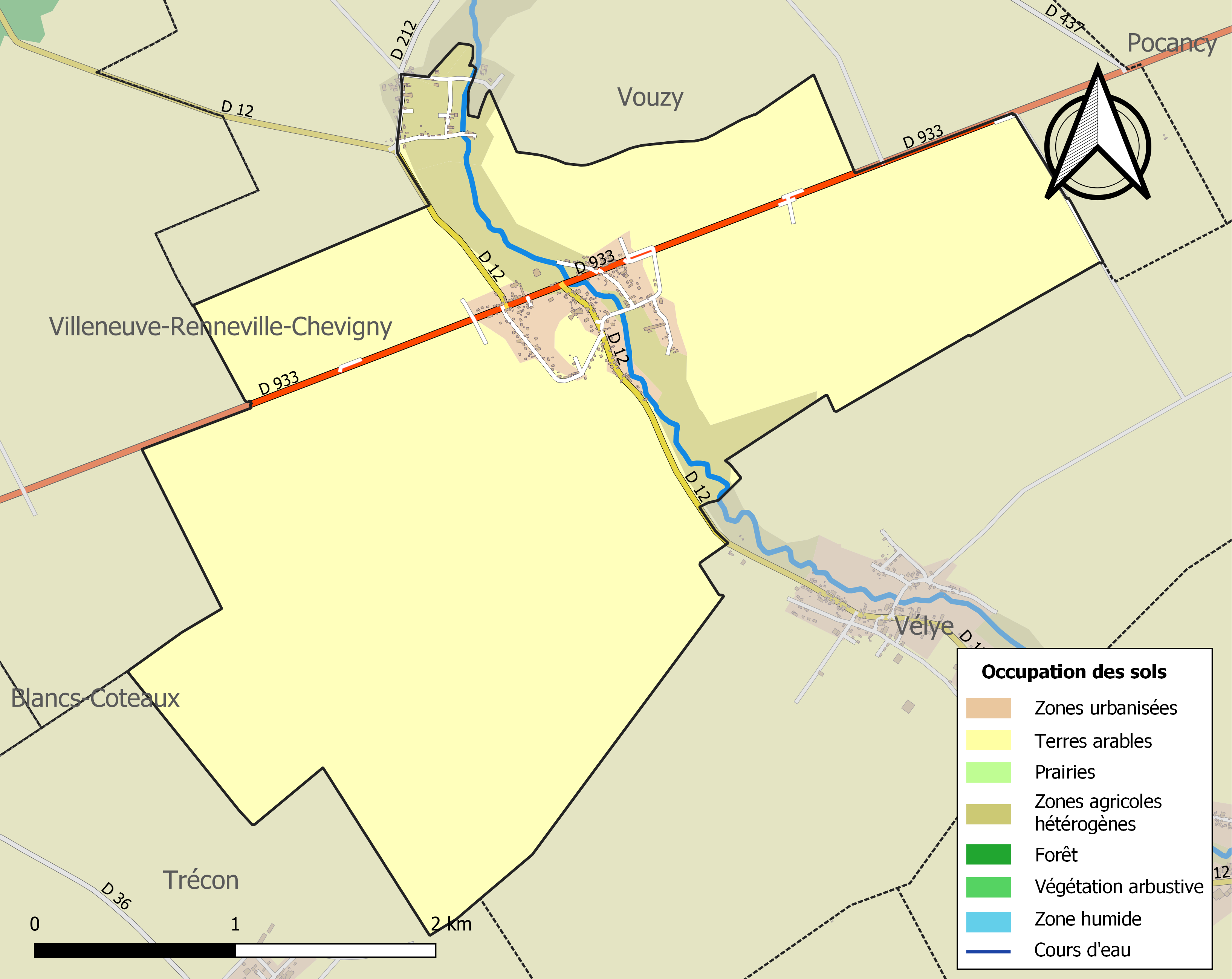
Carte des infrastructures et de l'occupation des sols de la commune en 2018 (CLC).

L'occupation des sols de la commune, telle qu'elle ressort de la base de données européenne d’occupation biophysique des sols Corine Land Cover (CLC), est marquée par l'importance des territoires agricoles (96,9 % en 2018), une proportion sensiblement équivalente à celle de 1990 (97,4 %). 
La répartition détaillée en 2018 est la suivante : terres arables (89,8 %), zones agricoles hétérogènes (7 %), zones urbanisées (3,1 %).
L'évolution de l’occupation des sols de la commune et de ses infrastructures peut être observée sur les différentes représentations cartographiques du territoire : la carte de Cassini (XVIIIe siècle), la carte d'état-major (1820-1866) et les cartes ou photos aériennes de l'IGN pour la période actuelle (1950 à aujourd'hui).

### Habitat et logement
En 2022, le nombre total de logements dans la commune était de 153, alors qu'il était de 141 en 2016 et de 133 en 2011. 
Parmi ces logements, 89,7 % étaient des résidences principales, 1,9 % des résidences secondaires et 8,4 % des logements vacants. Ces logements étaient pour 96,9 % d'entre eux des maisons individuelles et pour 2,5 % des appartements. 
Le tableau ci-dessous présente la typologie des logements à Chaintrix-Bierges en 2022 en comparaison avec celle de la Marne et de la France entière. Une caractéristique marquante du parc de logements est ainsi la faible proportion des résidences secondaires et logements occasionnels (1,9 %) par rapport au département (3,5 %) et à la France entière (9,7 %). 
| Typologie                                               | Chaintrix-Bierges | Marne | France entière |
| ------------------------------------------------------- | ----------------- | ----- | -------------- |
| Résidences principales (en %)                           | 89,7              | 87,5  | 82,3           |
| Résidences secondaires et logements occasionnels (en %) | 1,9               | 3,5   | 9,7            |
| Logements vacants (en %)                                | 8,4               | 9     | 8              |

### Voies de communication et transports
La commune est  desservie par l'ancienne route nationale 33 qui lui donne un accès aisé à Châlons-en-Champagne.
Membre de la communauté d'agglomération Épernay, Coteaux et Plaine de Champagne, Chaintrix-Bierges bénéficie du service de transport à la demande (TAD) du réseau Mouvéo. Elle dispose de deux arrêts (Chaintrix et Bierges) sur la ligne Z à destination d'Épernay et de Vertus, qui propose en 2025 deux allers et deux retours par jour (du lundi au samedi hors jours fériés).

## Toponymie
Chaintrix est attesté sous les formes latinisées et françaises Molendinum de Chintry en 1162 (Andecy), Sinteriacum (S.-Pierre-aux-Monts, c. 9 ), Chintreium (la Charmoye, c. 3 ), Sintreiacum (S.-Pierre-aux-Monts, c. a) au XIIe siècle, Chintery au XIVe  (arch. nat. P 181, 38). — Le prieuré de Chintry de coste Vertus en 1384, — Chaintry en 1396 (chap. de Sézanne, c. 3), Chintreyum en 1405 (pouillé de Châlons).
Comme le montrent les formes anciennes, l'adjonction d'un -X final est tardive. Il s'agit d'un nom de domaine gaulois ou gallo-romain en -acum, qui évolue régulièrement en [i], noté généralement -Y. Le premier élément Chain- représente un anthroponyme. Albert Dauzat et Charles Rostaing y ont vu le nom de personne gaulois Cantrius (autrement Cantrios) que l'on retrouve dans Chaintré (forme de l'ouest, Cantriaco 920). Ils ne tiennent cependant pas compte des formes latinisées du type Sinteriacum, Sintreiacum qui s'opposent à cette explication, elles rappellent plutôt celles de Soetrich (Moselle, Sinteriacum 977), Saintry (Essonne, Sintreium 1069).
Bierges est attestée sous les formes latinisées Biergœ en 1158 (Touss. c. 1), Biergiœ en 1161 (ibid.), Bierzœ en 1195 (ibid.), Bierges au XIIIe siècle (la Charmoye, c. 3), Biergeus en 1605 (arch. nat. P 190, 56).
Sans doute du radical germanique Berg- « hauteur, colline » utilisé sporadiquement dans la toponymie du Nord de la France (cf. Berck, Barc, etc.). Homonymie avec Bierges (Belgique).
Chaintrix absorbe Bierges en 1858

## Histoire

### Révolution française et Empire
Une papeterie est signalée à Chaintrix en 1790 mais n'existe plus en 1811.

### Époque contemporaine
Une nouvelle papeterie est mentionnée au cadastre avant 1830, reconstruite vers 1885 et exploitée en 1880 par la société La Lignéenne. 
Le conseil municipal  de Chaintrix demande la démolition de l'église,  jugée en trop mauvais état pour faire l'objet de réparations qui seraient coûteuses. L'é=difice est reconstruit à un nouvel emplacement douhaité par le maire de l'époque sur les plans de  l'architecte départemental Louis-Eugène Collin par les entrepreneurs Denis et Victor Lefèvre, de Vertus
Chaintrix et Bierges étaient deux communes distinctes instituées par la Révolution française. En 1858, celle de Chaintrix absorbe Bierges  et prend le nom de Chaintrix-Bierges,. 
Le Comptoir Lyon Allemand exploite les locaux de la papeterie à partir de 1885., repris dans les années 1930 par Nioni et Andrieu pour une fabrication de bronze en poudre.
En 1924, l'église de l'ancienne commune de Bierges, en très mauvais état depuis de nombreuses années, est désaffectée du culte puis  est démolie à partir de 1929, faisant de Notre-Dame-de-la-Nativité la seule église de Chaintrix-Bierges.

## Politique et administration

### Rattachements administratifs et électoraux

#### Rattachements administratifs
La commune se trouve dans l'arrondissement d'Épernay au sein du département de la Marne et de la région Grand Est. Avant le 31 mars 2017, Chaintrix-Bierges appartenait à l'arrondissement de Châlons-en-Champagne.
Elle faisait partie depuis 1793 du canton de Vertus. Dans le cadre du redécoupage cantonal de 2014 en France, cette circonscription administrative territoriale a disparu, et le canton n'est plus qu'une circonscription électorale.

#### Rattachements électoraux
Pour les élections départementales, la commune fait partie depuis 2014 du canton de Vertus-Plaine Champenoise.
Pour l'élection des députés, elle fait partie de la cinquième circonscription de la Marne.

### Intercommunalité
Chaintrix-Bierges était membre de la communauté de communes de la Région de Vertus, un établissement public de coopération intercommunale (EPCI) à fiscalité propre créé en 1994 et auquel la commune avait transféré un certain nombre de ses compétences, dans les conditions déterminées par le Code général des collectivités territoriales.
Dans le cadre des dispositions de la loi portant nouvelle organisation territoriale de la République du 7 août 2015, qui prévoit que les établissements publics de coopération intercommunale (EPCI) à fiscalité propre doivent avoir un minimum de 15 000 habitants, cette intercommunalité a fusionné avec la communauté de communes Épernay Pays de Champagne pour former, le 1er janvier 2017, la communauté d'agglomération Épernay, Coteaux et Plaine de Champagne, dont est désormais membre la commune.
Chaintrix-Bierges n'est membre d'aucun autre EPCI.

### Liste des maires
| Période      | Période                       | Identité          | Étiquette | Qualité                                                  |
| ------------ | ----------------------------- | ----------------- | --------- | -------------------------------------------------------- |
|              |                               |                   |           |                                                          |
|              | 1876                          | M. Mary           |           |                                                          |
| 1877         |                               | M. Jacquin        |           |                                                          |
|              |                               |                   |           |                                                          |
| 2001         | 2008                          | Didier Crasset    |           |                                                          |
| 2008         | 2020                          | Annie Pajak       |           | Vice-présidente de la CC de la Région de Vertus[Quand ?] |
| 2020         | juillet 2023                  | Raphaël Bonnet    |           | Démissionnaire                                           |
| octobre 2023 | En cours (au 13 octobre 2023) | Christophe Maille |           | Gestionnaire de stocks dans une maison de champagne      |

### Jumelages
Au 1er janvier 2023, Chaintrix-Bierges n'est jumelée avec aucune ville.

## Équipements et services publics

### Eau et déchets
L'approvisionnement en eau potable et l'assainissement des eaux usées sont des compétences de la communauté d'agglomération Épernay Agglo Champagne, gérées par le biais de son service « Régie Eau et Assainissement » depuis le 1er janvier 2022. La commune de Chaintrix-Bierges est alimentée en eau potable par le captage de Vouzy.
La communauté d'agglomération est également compétente en matière de déchets. La collecte des ordures ménagères résiduelles, des déchets recyclables et des biodéchets est réalisée en porte à porte, par mise à disposition de trois bacs distincts. La communauté d'agglomération adhèrant au syndicat de valorisation des ordures ménagères de la Marne (SYVALOM), ces déchets sont amenés au centre de transfert départemental de Pierry puis valorisés sur le site de La Veuve. La collecte du verre et des textiles se fait en apport volontaire. La communauté d'agglomération met par ailleurs trois déchèteries à disposition de ses habitants : à Magenta, Pierry et Voipreux.

### Enseignement
Chaintrix-Bierges fait partie de l'académie de Reims.
Le regroupement pédagogique de Chaintrix-Bierges accueille les enfants de Chaintrix-Bierges, Clamanges, Germinon, Vélye, Villeseneux et Vouzy. Son école primaire de la Somme-Soude, installée place Jean Moulin, compte 105 élèves (chiffres 2024-2025).
Les enfants de Chaintrix-Bierges sont ensuite rattachés au collège Eustache Deschamps de Blancs-Coteaux et au lycée Stéphane-Hessel d'Épernay.

### Postes et télécommunications
Une boîte aux lettres de La Poste se trouve sur le territoire de la commune, rue de Vélye. Le bureau de poste le plus proche est situé à Vertus, à environ 8 km de Chaintrix-Bierges.

### Justice, sécurité et secours
Du point de vue judiciaire, Chaintrix-Bierges relève du conseil de prud'hommes, du tribunal de commerce, du tribunal de proximité, du tribunal judiciaire, du tribunal paritaire des baux ruraux et du tribunal pour enfants de Châlons-en-Champagne, dans le ressort de la cour d'appel de Reims. Pour le contentieux administratif, la commune dépend du tribunal administratif de Châlons-en-Champagne et de la cour administrative d'appel de Nancy.
Chaintrix-Bierges est située en secteur Gendarmerie nationale et dépend de la brigade de Blancs-Coteaux.
En matière d'incendie et de secours, la caserne la plus proche est celle de Vertus, rattachée au Service départemental d'incendie et de secours (SDIS) de la Marne.

## Démographie
L'évolution du nombre d'habitants est connue à travers les recensements de la population effectués dans la commune depuis 1793. Pour les communes de moins de 10 000 habitants, une enquête de recensement portant sur toute la population est réalisée tous les cinq ans, les populations de référence des années intermédiaires étant quant à elles estimées par interpolation ou extrapolation. Pour la commune, le premier recensement exhaustif entrant dans le cadre du nouveau dispositif a été réalisé en 2007.

En 2022, la commune comptait 344 habitants, en évolution de +5,52 % par rapport à 2016 (Marne : −1,19 %, France hors Mayotte : +2,11 %).
| 1793 | 1800 | 1806 | 1821 | 1831 | 1836 | 1841 | 1846 | 1851 |
| ---- | ---- | ---- | ---- | ---- | ---- | ---- | ---- | ---- |
| 145  | 160  | 151  | 156  | 267  | 242  | 264  | 275  | 293  |

| 1856 | 1861 | 1866 | 1872 | 1876 | 1881 | 1886 | 1891 | 1896 |
| ---- | ---- | ---- | ---- | ---- | ---- | ---- | ---- | ---- |
| 268  | 337  | 321  | 285  | 271  | 248  | 232  | 255  | 240  |

| 1901 | 1906 | 1911 | 1921 | 1926 | 1931 | 1936 | 1946 | 1954 |
| ---- | ---- | ---- | ---- | ---- | ---- | ---- | ---- | ---- |
| 226  | 239  | 214  | 208  | 229  | 231  | 203  | 208  | 213  |

| 1962 | 1968 | 1975 | 1982 | 1990 | 1999 | 2006 | 2007 | 2012 |
| ---- | ---- | ---- | ---- | ---- | ---- | ---- | ---- | ---- |
| 206  | 208  | 193  | 217  | 243  | 227  | 245  | 247  | 315  |

| 2017 | 2022 | - | - | - | - | - | - | - |
| ---- | ---- | - | - | - | - | - | - | - |
| 329  | 344  | - | - | - | - | - | - | - |

## Économie

### Revenus de la population et fiscalité
En 2021, la commune compte 128 ménages fiscaux, regroupant 337 personnes.
Le revenu disponible par unité de consommation est alors de 24 790 €, supérieur à celui de la communauté d'agglomération d'Épernay (23 370 €), du département de la Marne (22 830 €) et de la France métropolitaine (23 080 €). Pour des raisons de secret statistique, le taux de pauvreté à Chaintrix-Bierges n'est pas communiqué par l'Insee.
En matière de fiscalité locale des particuliers, les taux globaux appliqués à Chaintrix-Bierges en 2024 sont de 37,53 % pour la taxe foncière sur les propriétés bâties (contre 38,33 % à l'échelle départementale), 33,71 % pour la taxe foncière sur les propriétés non bâties (contre 37,65 %), 25,72 % pour la taxe d'habitation sur les résidences secondaires et les logements vacants (contre 24,16 %) et 9,38 % pour la taxe d'enlèvement des ordures ménagères (contre 10,88 %).

### Emploi
Chaintrix-Bierges appartient à la zone d'emploi d'Épernay.
En 2022, le taux d'activité des 15-64 ans est de 89,9 %, supérieur à celui de la communauté d'agglomération (77,9 %), du département (74,6 %) et de la France métropolitaine (75,3 %). Pour cette même catégorie de population, le taux de chômage est de 6,8 % contre 11  % pour la communauté d'agglomération, 11,8 % pour la Marne et 11,3 % pour la France métropolitaine.
En 2022, Chaintrix-Bierges compte 31 emplois, dont 61,5 % de salariés et 38,5 % de non-salariés. Avec 167 actifs y résidant, la commune a alors un indicateur de concentration d'emploi de 18,4. Dans les faits, seuls 10,1 % des actifs résidant à Chaintrix-Bierges y travaillent tandis que 89,9 % travaillent dans une autre commune.

### Entreprises, commerces et agriculture
En 2022, la commune compte 13 établissements économiquement actifs (hors agriculture).
Elle dispose en 2024 d'une boulangerie.
En 2020, Chaintrix-Bierges compte 11 exploitations agricoles, pour une surface agricole utilisée de 848 hectares et 8 emplois à temps plein. Selon l'Agreste, la production agricole de la commune est spécialisée dans les grandes cultures.

## Culture locale et patrimoine

### Lieux et monuments

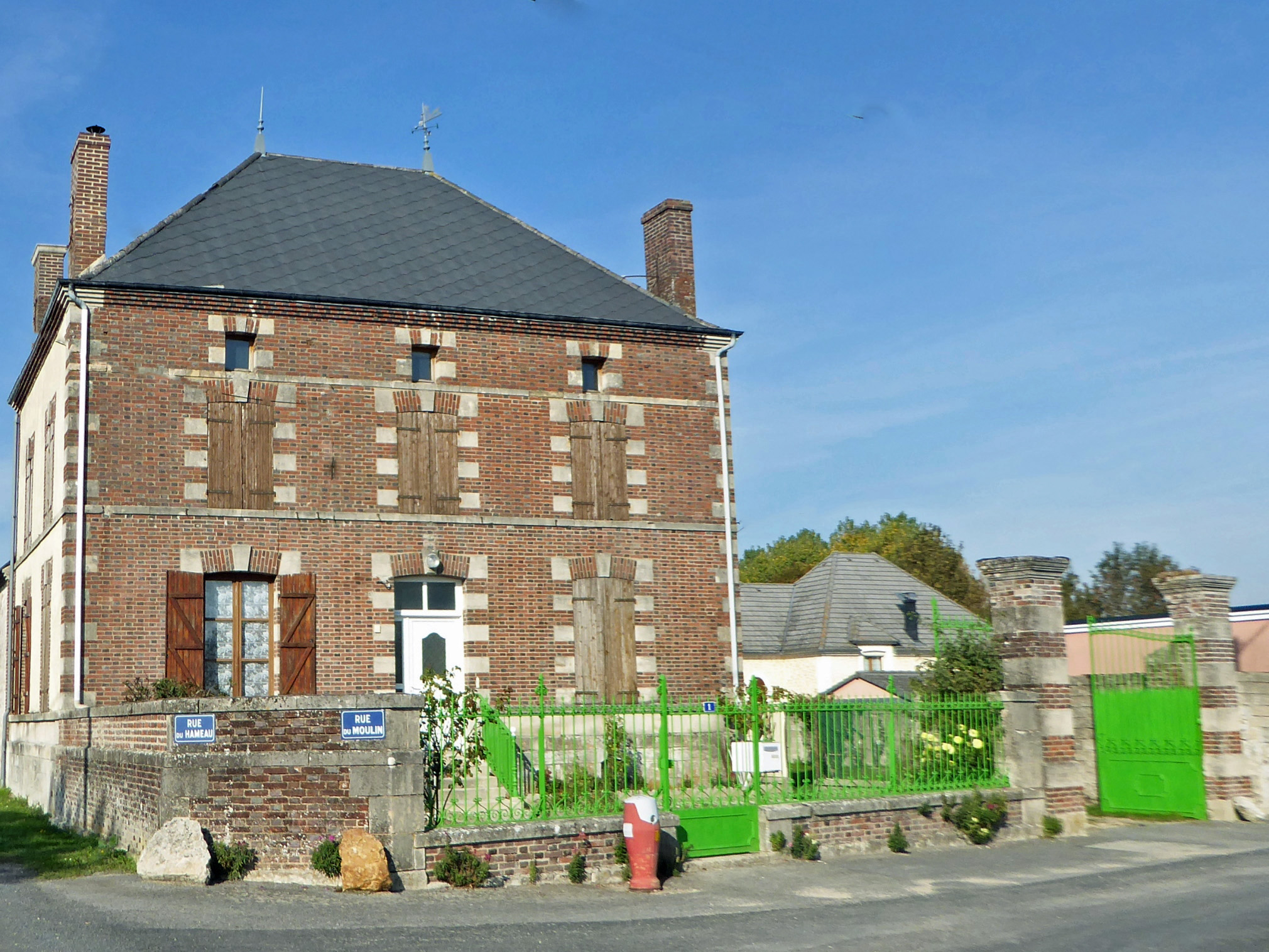
Maison de maître.

- Mairie-école édifiée par l'architecte Gaston Beaudoin (1929-1934)[48].
- Église Notre-Dame-de-la-Nativité de Chaintrix, reconstruite à l'envers en 1844, puisque le chœur est  orienté vers l'occident. Elle est bénie le 23 janvier 1844 par Marie-Joseph-François-Victor Monyer de Prilly, évêque de Châlons-en-Champagne[49],[17]. L'église contient plusieurs objets référencés aux munuments historiques et provenant probablement de l'ancienne église de Chaintrix : une cloche de 1615[Note 6], un autel secondaire du XVIIe siècle, un tableau du XVIIIe siècle représentant l'Adoration des bergers ainis qu'une une statue de bois figurant un saint. Le surplus des mobiliers date pour la plupart de la construction de l'édifice (chaire, confessionnal, clôture de chœur. Le choeur a été enrichi de vitaux en 1912 et l'autel provient de la chapelle de l'ancien grand séminaire de Châlons-en-Champagne[50].
- Château de Chaintrix-Bierges.
- Ancienne papeterie animée par une dérivation de la Somme-Soude puis puis usine de fabrication de bronze en poudre Nioni et Andrieu, bâtiments du XIXe siècle[16].

## Pour approfondir